# Powstanie na Jamale (1943)
Powstanie na Jamale (ros. Восстание на Ямале) – antykomunistyczne wystąpienie zbrojne na Dalekiej Północy ZSRR w 1943 roku.

## Historia
Wiosną 1943 r. autochtoniczna ludność Jamału, czyli Nieńcy, przestali otrzymywać dostawy chleba. Na znak protestu rozpoczęło się masowe uprowadzanie reniferów z miejscowych kołchozów do tundry. Grupę inicjatywną tworzyło 3 Nieńców z kołchozu im. Woroszyłowa. W rezultacie ok. 100 km od faktorii Jara u podnóża góry Niedź-Ju zostało utworzone obozowisko zbiegłych Nieńców, wokół którego rozbiły się szałasy rodzin. Wszyscy Nieńcy byli uzbrojeni. Urządzono ogólne zebranie (tzw. soborkę), na którym zostali wybrani wodzowie: Siergiej Nogo i Wasilij Laptander. Przyjęto nazwę „Mandala” (w tłumaczeniu z języka nienieckiego „Powstanie”). Sformowano oddziały powstańcze, mające rozwiązywać kołchozy i zabierać stada reniferów. W kilku przypadkach doszło do aresztowania pracowników kołchozowych nastrojonych prosowiecko.
Na początku czerwca 1943 r. władze sowieckie na Dalekiej Północy podjęły działania zmierzające do rozwiązania problemu. Z Archangielska i z Workuty wyruszyły do tundry dwa oddziały operacyjne NKWD, mające za zadanie zbrojnie zlikwidować powstanie Nieńców. Archangielski oddział NKWD pod dowództwem por. Ziemziulina jako pierwszy okrążył obozowisko Nieńców. Jednakże przy próbie aresztowania buntowników doszło do kilkugodzinnej strzelaniny, w wyniku której zginął 1 enkawudzista, zaś 4 zostało rannych oraz zginęło 6 Nieńców przy 2 rannych. Dopiero po wzięciu kobiet jako zakładników buntownicy poddali się, oddając broń. Większość z nich została aresztowana. Jesienią 1943 r. ruch powstańczy wśród Nieńców ożył, ale było to związane z prowokacją zorganizowaną przez kierownika jamalskiego rejonowego oddziału NKGB A.M. Miedwiediewa. Postanowił on sprowokować Nieńców, przysyłając do nich na początku września tego roku przewodniczącego kołchozu „Krasnyj Oktiabr´” Jezyngi, któremu polecił nawiązać kontakt z przeciwnikami władzy sowieckiej. Wezwania do wybuchu powstania zbrojnego pozostały jednak tym razem bez odzewu. Nieńcy utworzyli jedynie obozowisko we wsi Tambiej. Na początku listopada 1943 r. zostało ono ostrzelane przez miejscowy oddział NKGB. Jego dowódca wysłał do miasta Salechard telegram z informacją, że w kołchozach im. Kalinina, Stalina, Kirowa i 1 Maja została powołana władza powstańcza, zaś w obozowisku w Tambiej zebrało się ok. uzbrojonych 200 osób, więc oczekuje na wsparcie. Wkrótce drogą lotniczą z Omska przybyła grupa operacyjna pod dowództwem zastępcy kierownika Zarządu NKGB na obwód omski ppłk. F.I. Garanina. W rejonie wsi Tambiej przechwyciła dwa stada reniferów, po czym ppłk F.I. Garanin nakazał Nieńcom zebrać się w pobliskiej wsi Satoku Japtika. Przybyło tam ponad 150 osób, spośród których ok. 50 zostało aresztowanych. Jednakże część Nieńców zaczęła uciekać, co doprowadziło do bezwładnej strzelaniny, w wyniku której zginęło 7 buntowników, zaś kilkunastu raniono. Postrzelonych zostało też 2 enkawudzistów.
Większość aresztowanych Nieńców nie przeżyło śledztwa. Jedynie dwóch skazano na karę 3 lat łagrów. Kilku oswobodzono. Rezultatem spacyfikowania powstania „Mandala” było ponadto wykrycie rzekomego „rezydenta wywiadu niemieckiego”, którym okazał się szef oddziału hydrograficznego Zarządu Północnej Drogi Morskiej o nazwisku Pliusnin. W nagrodę kierownik UNKGB do Spraw Obwodu Omskiego płk D.R. Byczkow został odznaczony Orderem Czerwonego Sztandaru i mianowany generałem – majorem, jego zastępca ppłk F.I. Garanin nagrodzony Orderem „Znak Honoru”, zaś po wojnie objął funkcję przedstawiciela MGB w Polsce. Z kolei A.M. Miedwiediew otrzymał Order Czerwonej Gwiazdy.